# Can't Stop a River
Can't Stop the River una canzone scritta dal cantante Seal. Il brano è stato inciso per la prima volta dalla cantante Louise Setara all'età di sedici anni, anche se il singolo non venne mai pubblicato prima che eli avesse compiuto diciotto anni cioè nel 2006. Prima che però Setara potesse pubblicare il singolo, Duncan James, ex componente del gruppo Blue l'ha pubblicato come secondo singolo estratto dal suo album di debutto da solista Future Past, nell'agosto del 2006. Il brano in seguito ha avuto un'altra cover da parte del cantante Guy Sebastian.

## Tracce
1. Can't Stop a River
2. You Can

## Classifiche
| Posizione | 23 | 34 | 30 | 36 | 48 | 43 | 44 |